# Видмер, Даниэль
Даниэ́ль Ви́дмер (нем. Daniel Widmer) — швейцарский кёрлингист.
В составе мужской сборной Швейцарии участник чемпионата мира 2004 и чемпионата Европы 2003. Чемпион Швейцарии среди мужчин (2003).
Играл в основном на позиции второго.

## Достижения
- Чемпионат Швейцарии по кёрлингу среди мужчин: золото (2003)[2].

## Команды
| Сезон   | Четвёртый         | Третий         | Второй         | Первый            | Запасной                                      | Турниры            |
| ------- | ----------------- | -------------- | -------------- | ----------------- | --------------------------------------------- | ------------------ |
| 2002—03 | Бернхард Вертеман | Томас Липс     | Томас Хох      | Даниэль Видмер    | Штефан Трауб тренер: Дидье Шабло              | ЧШМ 2003           |
| 2003—04 | Бернхард Вертеман | Даниэль Видмер | Томас Липс     | Томас Хох         |                                               |                    |
| 2003—04 | Бернхард Вертеман | Томас Липс     | Томас Хох      | Даниэль Видмер    | Штефан Трауб тренер: Дидье Шабло              | ЧЕ 2003 (4 место)  |
| 2003—04 | Бернхард Вертеман | Томас Липс     | Даниэль Видмер | Томас Хох         | Штефан Трауб тренер: Дидье Шабло              | ЧМ 2004 (6 место)  |
| 2006—07 | Томас Хох         | Даниэль Видмер | Albi Wuhrmann  | Felix Bader       | Andreas Meyer                                 |                    |
| 2008—09 | Бернхард Вертеман | Martin Zaugg   | Даниэль Видмер | Томас Хох         |                                               |                    |
| 2009—10 | Бернхард Вертеман | Томас Хох      | Даниэль Видмер | Patrick Glanzmann |                                               | ЧШМ 2010 (8 место) |
| 2010—11 | Бернхард Вертеман | Roger Stucki   | Даниэль Видмер | Bastian Brun      |                                               | ЧШМ 2011 (6 место) |
| 2011—12 | Бернхард Вертеман | Bastian Brun   | Даниэль Видмер | Roger Stucki      |                                               |                    |
| 2011—12 | Бернхард Вертеман | Bastian Brun   | Даниэль Видмер | Raphael Brütsch   | Штефан Трауб, Remo Schmid тренер: Дидье Шабло | ЧШМ 2012 (6 место) |

(скипы выделены полужирным шрифтом)